# Клермон Креан
Клермон Креан (фр. Clermont-Créans) је насељено место у Француској у региону Лоара, у департману Сарт.
По подацима из 2011. године у општини је живело 1277 становника, а густина насељености је износила 70,55 становника/km².

## Демографија
| 1962. | 1968. | 1975. | 1982. | 1990. | 2011. |
| ----- | ----- | ----- | ----- | ----- | ----- |
| 844   | 839   | 779   | 826   | 930   | 1.277 |